# ديف بينيت (لاعب كرة قدم بريطاني)
ديف بينيت (بالإنجليزية: Dave Bennett)‏ (17 فبراير 1939 بساوثهامبتون في المملكة المتحدة - 1 نوفمبر 2009) هو لاعب كرة قدم بريطاني في مركز جناح ‏. لعب مع نادي بورنموث.